# آراسیتابا
آراسیتابا (به پرتغالی: Aracitaba) یک منطقهٔ مسکونی در برزیل است که در میناز ژرایس واقع شده‌است. آراسیتابا ۱۰۵٫۸۸۵ کیلومتر مربع مساحت و ۲٬۰۵۹ نفر جمعیت دارد.